# Sidisca
Sidisca is een geslacht van vlinders van de familie tandvlinders (Notodontidae), uit de onderfamilie Notodontinae.

## Soorten
- S. hypochloe Kiriakoff, 1958
- S. zika Kiriakoff, 1962